# KB Home
KB Home (anciennement Kaufman & Broad) est une entreprise américaine spécialisée dans l'immobilier.
Fondée en 1957 à Détroit par Donald Bruce Kaufman (en) et Eli Broad, l'entreprise est basée à Westwood.
Depuis sa création, l'entreprise aurait construit plus de 550 000 maisons individuelles, notamment pour les primo-acquérants.

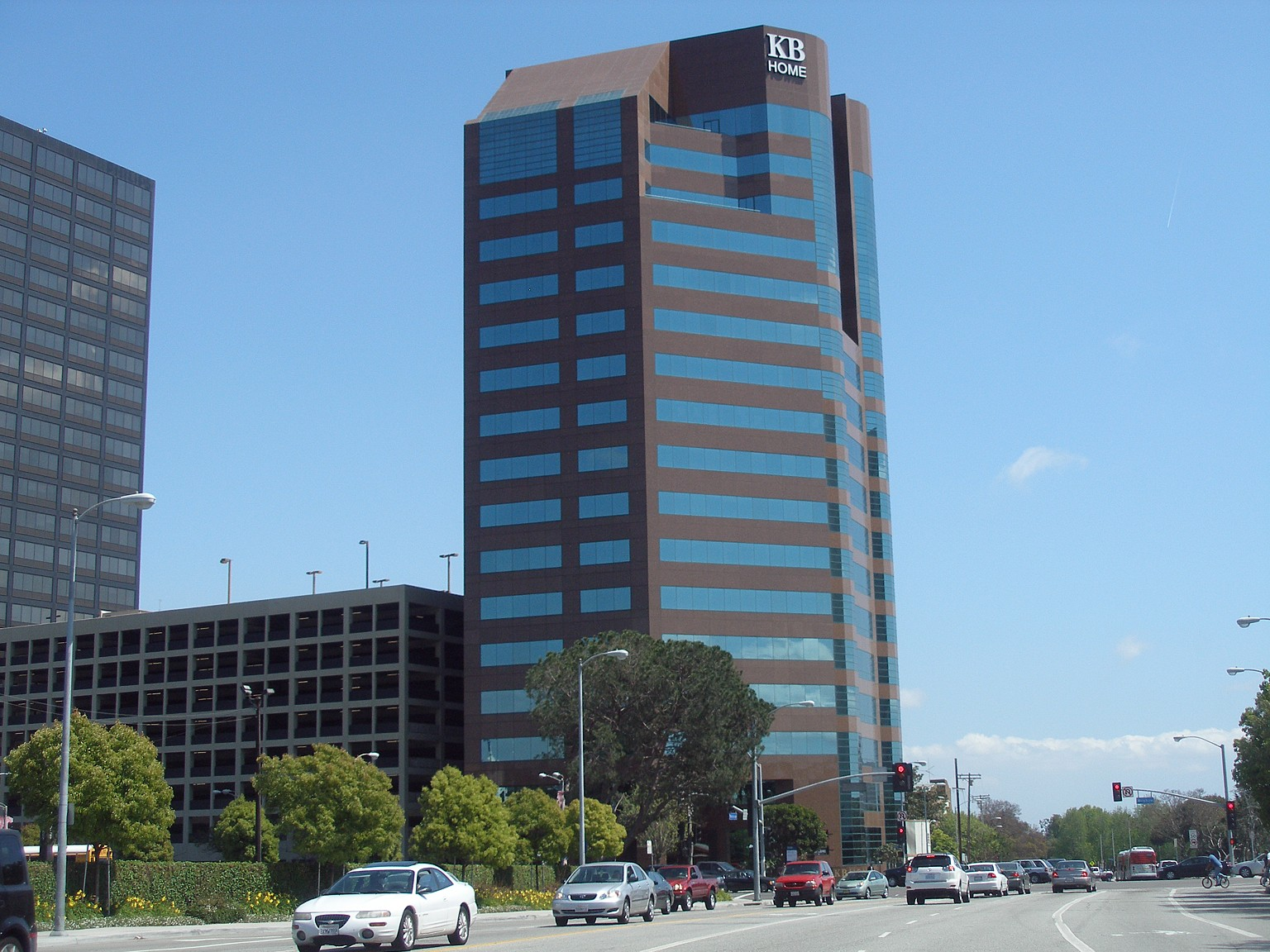
Le siège social de Westwood.

1. ↑  Répertoire mondial des LEI (base de données en ligne), consulté le 17 septembre 2024.